# Aciagrion hisopa
Aciagrion hisopa är en trollsländeart som först beskrevs av Selys 1876.  Aciagrion hisopa ingår i släktet Aciagrion och familjen dammflicksländor. IUCN kategoriserar arten globalt som livskraftig. Inga underarter finns listade i Catalogue of Life.